# Federung (Fahrzeug)

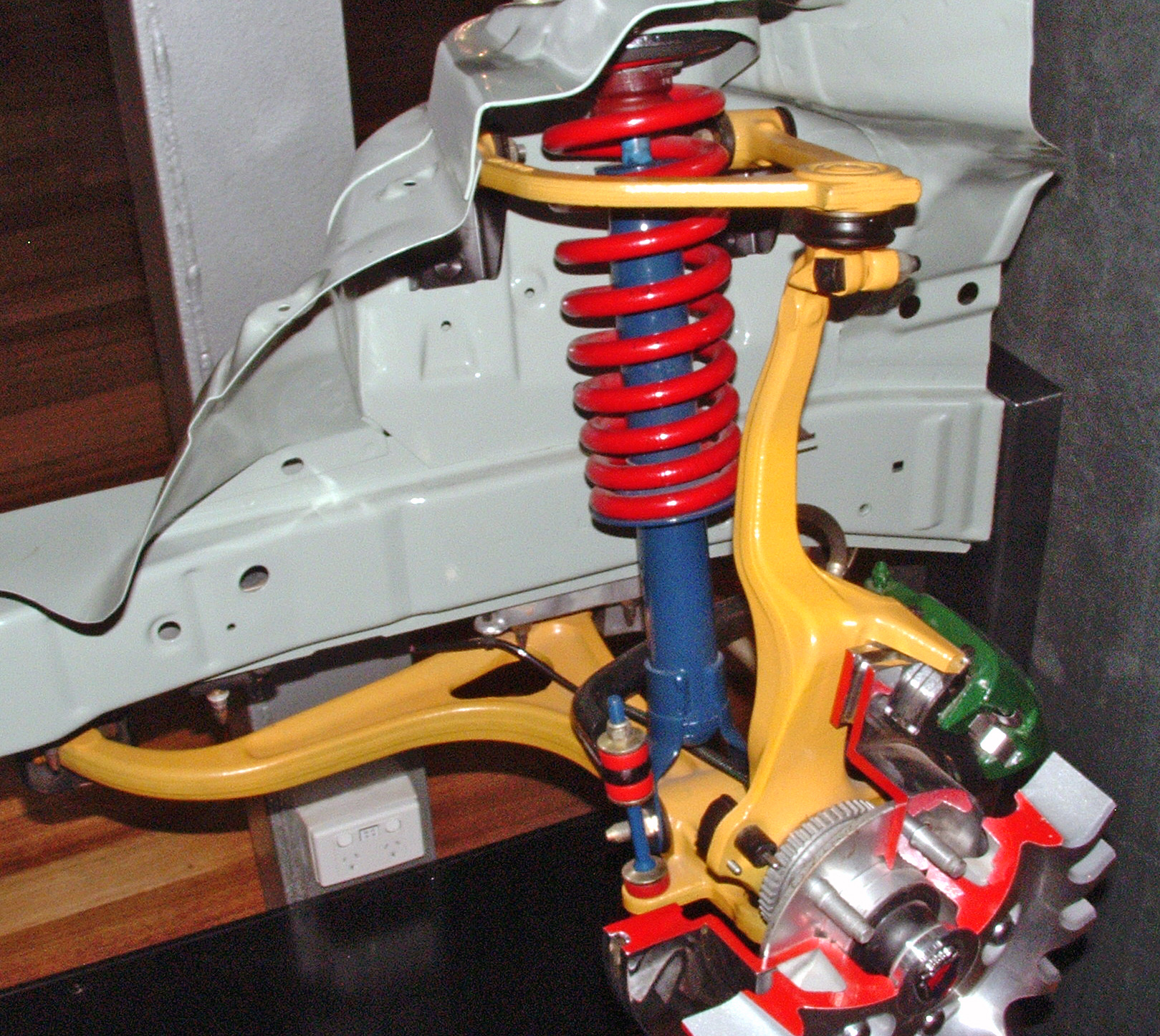
Schraubenfederung und Stoßdämpfer (Feder-Dämpfer-Einheit)

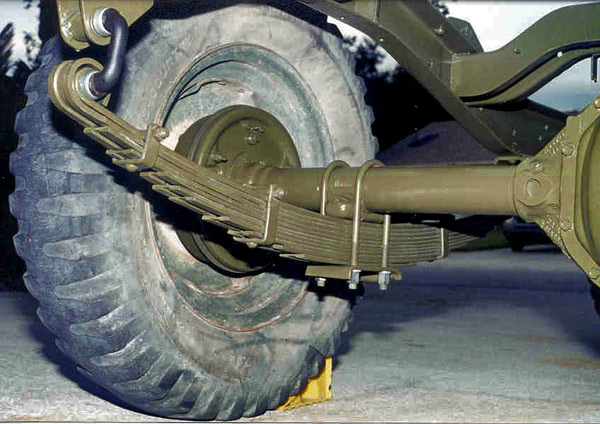
Blattfederung, Dämpfung erfolgt durch Reibung zwischen den einzelnen Blättern der Federn

Die Federung ist Teil des Fahrwerks von Fahrzeugen. Sie trägt das Gewicht des Aufbaus und soll gewährleisten, dass der Aufbau ruhig liegt und Stöße durch das Überfahren von Unebenheiten im Untergrund möglichst wenig auf den Aufbau übertragen werden. Passagiere und Ladung, aber auch das Fahrzeug selbst, werden vor hohen Belastungen geschützt. Größere Geschwindigkeiten sind nur mit gefederten Fahrzeugen möglich. Zusammen mit den Stoßdämpfern sorgt die Federung für den Kompromiss zwischen Fahrkomfort und Fahrsicherheit. Die Insassen sollen einerseits vor unangenehmen Hub-, Nick- und Wankschwingungen sowie Stößen geschützt sein, andererseits soll eine möglichst gleichmäßige Bodenhaftung erreicht werden.
Neben der Radaufhängung als wesentlicher Komponente enthält ein gefedertes Fahrwerk auch zusätzliche Federelemente wie Stabilisatoren. Diese sorgen bei Kurvenfahrt für eine ausgewogene Wankmomentenverteilung und tragen somit zu einem sicheren untersteuernden Fahrverhalten bei.

## Wirkungsweise
Die Federung und Dämpfung folgen dem Prinzip der Schwingungsisolation. Dabei müssen Anregungen z. B. durch Lenken oder durch Unebenheiten der Straße berücksichtigt werden. Bei der Abstimmung spielt das subjektive Empfinden eine große Rolle, das frequenzabhängig und stark von Beschleunigungen geprägt ist. Zur Objektivierung wird bei der Fahrt über reale Straßen das Leistungsdichtespektrum der Beschleunigungen an verschiedenen Punkten des Fahrzeugs aufgenommen, bzw. in der Fahrdynamiksimulation berechnet.

## Hubschwingung
Bei der Hubschwingung handelt es sich um die Schwingung des Fahrzeugkörpers nach oben und unten. Schwingungen, deren Frequenzen deutlich oberhalb der Eigenfrequenzen des Aufbaus liegen, werden durch die Federung in ihrer Amplitude reduziert. Schwingungen in der Nähe der Eigenfrequenz werden verstärkt. Für einen guten Fahrkomfort wird die Federung bei einer Referenzbeladung (Konstruktionsbeladung) auf eine festzulegende Aufbauresonanzfrequenz ausgelegt. Dies ergibt eine relativ weiche Federkonstante der Tragfeder, bei der auch der Beitrag der Lenkerlager, die beim Federn tordiert werden (Nebenfederrate), zu berücksichtigen ist. Dabei werden weiche Federungen mit Eigenfrequenzen um 1 Hz für einen guten Schwingkomfort angestrebt. Daraus ergeben sich nicht unbedingt Nachteile für die Fahrstabilität. Bei Lkw sind höhere Eigenfrequenzen bei der Auslegung der Federung aus baulichen Gründen unvermeidlich. Aufgrund ähnlicher Eigenfrequenzen des menschlichen Körpers (4–6 Hz) treten hierbei gesundheitsschädigende Resonanzen auf, weshalb seit den 1960er Jahren in Lkw gefederte Schwingsitze eingebaut werden.
Fahrzeuge, die nur über ihre Reifen gefedert sind, weisen hingegen eine hohe Eigenfrequenz auf und zählen deshalb, auch wegen geringer Dämpfungswirkung, nicht zu den gefederten Fahrzeugen.
Um bei Zuladung die erforderliche Bodenfreiheit zu gewährleisten, wird die Kennlinie, meist durch „Gummipuffer“ beim Einfedern progressiv gestaltet. In einfachen Fällen können Blattfedern auch direkt progressiv wirken. Bei Schraubenfedern kann eine günstige progressive Kennlinie durch unterschiedliche Steigungen der Windungen, abnehmende Drahtstärke und unterschiedliche Windungsdurchmesser erreicht werden. Im Vergleich zu Schraubenfedern mit linearer Kennlinie verteilt sich dabei allerdings die Federbelastung ungleichmäßig, was eine geringere Lebensdauer erwarten lässt. Das Problem wird durch zusätzliche Verwendung von Gummizugfedern vermindert.
Beim Ausfedern wird das Rad durch einen Ausfederanschlag gehalten. Durch eine Ausfederbremse kann auch der Ausfederast progressiv gestaltet werden. Fahrzeuge mit Niveauregulierung bewegen sich zum Beispiel auch im Hängerbetrieb im komfortablen Bereich der Kennlinie. Diese Kennlinie (Federkennlinie) bezieht sich auf den Vertikalweg (Federweg) des Radaufstandspunkts oder der Radmitte und beinhaltet alle Federelemente, die sich an unterschiedlichen Orten befinden können.
Neben der Hubschwingung treten außerdem Nickschwingungen bzw. Nickbewegungen auf, sowie Wankbewegungen, auf die die Auslegung der Federung und Dämpfung ebenfalls einen großen Einfluss hat.

## Dämpfung
Die Federung selbst wird durch eine Dämpfung ergänzt, um die Schwingungen in der Nähe der Eigenfrequenz zügig abzubauen. Bei geschichteten Blattfedern kann die eigene Dämpfung der Federn ausreichen, sonst werden Stoßdämpfer eingebaut. Sind Federn und Dämpfer zusammengefasst, nennt man das entsprechende Bauteil kurz Federbein oder Feder-Dämpfer-Einheit, wenn es an der Radführung nicht beteiligt ist, und sonst MacPherson-Federbein. Zu schwache Dämpfung gefährdet die Fahrsicherheit. Starke Dämpfung verbessert zwar den Straßenkontakt, verschlechtert aber den Fahrkomfort. Die Kennlinien konventioneller Dämpfer werden daher auf die Anforderungen von Fahrdynamik und Fahrkomfort abgestimmt. Die Dämpferkräfte sind unterschiedlich für Zug und Druck sowie nichtlinear über der Dämpfergeschwindigkeit. Die überwiegend verwendeten Gasdruckstoßdämpfer wirken bei sehr hohen Frequenzen wie eine Feder, was sich positiv auf den Fahrkomfort auswirkt. Die elastische Lagerung der Dämpfer am Aufbau trägt ebenfalls zur Reduktion der Dämpferkräfte bei.
Bei neueren Entwicklungen sind die Dämpfer-Kennlinien elektronisch verstellbar. Bei aktiven Fahrwerken kann die Dämpfung auch durch eine Stellkraft generiert werden. Nach dem „skyhook-Prinzip“ wird der Aufbau dann unabhängig von den Fahrbahnunebenheiten, als ob er am „Himmel“ befestigt wäre.

## Bauformen und Entwicklungsgeschichte

### Klassische Federung
Bei der klassischen Federung handelt es sich um Bauformen der Stahlfederung. Zur Zeit der Kutschen dienten Federung und Stoßdämpfung ausschließlich dem Fahrkomfort. Bei den schneller fahrenden Kraftfahrzeugen wurde sie zusätzlich für die Fahrsicherheit unerlässlich. Bei den ersten Automobilen wurde die Federung wie bei den Kutschen durch je ein Paar längs angebrachte Blattfedern pro Achse erreicht. Bis heute wird diese Konstruktionsart an Nutzfahrzeugen verwendet. Die Federn dienen sowohl der Federung als auch der Radführung. Vor dem Ersten Weltkrieg kam die Federung mit Schraubenfedern auf, danach auch mit Drehstabfedern. Diese Federn können das Rad nicht führen und werden mit verschiedenen Radaufhängungskonstruktionen kombiniert. Inzwischen haben sich Schraubenfedern weitgehend durchgesetzt, häufig in Kombination mit einem radführenden Dämpfer als Federbeinachse. Bei Rennwagen wird die Schraubenfeder über Zug- oder Schubstangen betätigt.

### Verbundfederung
Bei dieser historischen Federungstechnik ist jeweils ein Hinterrad mit einem Vorderrad elastisch so verbunden, dass die Wirkung entsprechend einer Ausgleichsfeder eintritt. In der Praxis wurden stets die Räder einer Fahrzeugseite verbunden. Bei gegensinnigen Radbewegungen vorn und hinten wirkt die Federung weicher. Die Übertragung von Federkraftzuwächsen eines Rades auf das andere Rad beugt speziell Nickschwingungen vor, die in weniger störende Hubschwingungen umgewandelt werden. Brems- und Anfahrnicken hingegen wird von der Federung nicht aufgenommen. Zu den wenigen Pkw dieser Bauweise zählte der Citroën 2CV bis in die 1960er Jahre, bei dem die Achsen mechanisch über Zugstangen und Schraubenfedern in Federtöpfen verbunden waren. Später gab man die Verbundfederung auf und die Federtöpfe wurden am Rahmen fixiert. Beim Packard Torsion Level Ride wurden statt Schraubenfedern Drehstäbe verwendet. Zur Niveauregulierung waren die Anlenkelemente der Drehstäbe mit Elektromotoren verstellbar. BMC führte 1963 beim Austin 1100 und bei einigen Modellen danach (unter anderem ADO16, einigen Mini-Versionen und Austin Maxi) die Hydrolastic ein (beim Austin 3-litre mit Niveauregulierung), bei der die Räder je einer Seite über ein Hydrauliksystem verbunden sind, das anstatt von Stahlfedern auf Gummi-Elemente wirkte (Gummifederung). Einfedern des Vorderrades bewirkt ein Ausfedern des Hinterrades. Dabei verringern Dämpfventile Nickschwingungen. Die Gummifedern wurden später durch Gasfedern ersetzt (Hydragas).
Auch die folgend beschriebene Niveauregulierung ist sinngemäß oft eine Verbundfederung, jedoch sind dabei die Federelemente jedes Rades, nicht nur die Räder einer Fahrzeugseite, in der Regel über ein Hydrauliksystem, miteinander verbunden.

### Federung mit Niveauregulierung
Statische Lastschwankungen, die sich im Unterschied von Leermasse und zulässiger Gesamtmasse zeigen, bringen ungünstige Voraussetzungen für die Gewährleistung von Schwingungskomfort und Fahrstabilität mit sich, vor allem dann, wenn das Verhältnis aus Nutzlast und Leermasse besonders groß ist, beispielsweise bei Kleinwagen, Omnibussen und Lastkraftwagen. Eine Lösung des Problems und weitere Vorteile bringt die Federung mit Niveauregulierung, die durch Nachstellen der Federn dynamische Radwege und Bodenfreiheit in allen Belastungszuständen konstant halten kann.
Während sich für Omnibusse und schwere Lkw schon in den 1960er Jahren eine Niveauregulierung, meist die Luftfederung verbreitete, können derartige Systeme bei Kleinwagen aus Kostengründen bis heute kaum verwirklicht werden, obwohl sie technisch gesehen hier besonders sinnvoll wären.  Stattdessen werden einige Pkw gehobener Klassen mit Niveauregulierung ausgestattet. Die Luftfederung, mit der sich besonders großer Schwingkomfort erreichen lässt, gab es an deutschen Pkw erstmals 1960 im Borgward P 100, ab 1961 auch bei einigen hochpreisige Pkw von Mercedes-Benz.
Weniger genau lässt sich die Federkennlinie bei der Niveauregulierung mittels Hydropneumatik beeinflussen, bei der die Eigenfrequenz auch nicht unabhängig vom Belastungszustand des Fahrzeugs ist. Vorteilhaft ist der mögliche Wegfall von Stoßdämpfern, sowie die Einbeziehung anderer Komponenten wie Bremskraftverstärker und Lenkhilfe in das Hydrauliksystem. Citroën baute die Hydropneumatik in seinen Pkw der Mittelklasse und Oberklasse, beginnend 1955 mit dem Citroën DS ein, später folgten zeitweise Lizenznachbauten von Mercedes-Benz und Rolls-Royce. Citroën selbst hat das System im Jahr 2017 aufgegeben, seitdem wird es im Pkw-Bau nicht mehr verwendet.
Die Verbundfederung wurde in der Vergangenheit teilweise so ausgeführt, dass eine Niveauregulierung möglich war.
Weiterhin gibt es rein mechanische Systeme der Niveauregulierung, diese sind beispielsweise an den hinteren Federbeinen von Motorrädern verbreitet. Die Möglichkeiten zur Verbesserung des Schwingkomforts sind hierbei jedoch begrenzt.
Die im Folgenden beschriebene aktive Federung und Dämpfung beinhaltet häufig, aber nicht immer auch Funktionen der Niveauregulierung.

### Aktive Federung und Dämpfung
In der jüngeren Vergangenheit verbreiteten sich bei höherpreisigen Fahrzeugen Formen der aktiven Federung, bei denen mittels Sensoren und entsprechender Datenverarbeitung eine aktive Steuerung der Fahrwerksauslegung erfolgt. Erstmals bei Serien-Pkw erfolgte dies bereits ab 1983 im Toyota Soarer, der ab 1991 auch mit einer vollaktiven Radaufhängung ausgestattet wurde. Auch von Nissan und Citroën (Xantia Activa) wurden frühzeitig aktive Fahrwerke umgesetzt. Mit der Active Body Control führte 1999 Mercedes-Benz im C 215 ein aktives System ein, das sowohl Hubschwingungen als auch das Nicken und Wanken weitgehend unterbindet. Weniger anspruchsvoll sind aktive Dämpfungssysteme wie Continuous Damping Control, die inzwischen auch bei einigen Pkw der Mittelklasse angeboten werden.
Noch nicht in Serienfahrzeugen zu finden ist die elektrische Federung, bei der ein elektrischer Linearmotor das Rad nach unten drückt oder hochzieht. Unebenheiten der Fahrbahn sollen so ausgeglichen werden, dass die Insassen des Fahrzeugs nichts davon spüren. Dieses System ermöglicht es auch theoretisch, das Fahrzeug über Hindernisse springen zu lassen.

## Ungefederte und gefederte Masse
Zur Analyse des Schwingungsverhaltens werden bei der Auslegung der Federung mathematische Modelle verwendet. Im einfachsten Fall bestehen diese aus zwei Massen, z. B. beim „Viertelfahrzeug“.
Die gefederte Masse (Aufbaumasse) setzt sich aus den Massen der Karosserie und den darin mitbewegten Massen, z. B. Motor, Getriebe, Passagiere und Ladung zusammen. Die Aufbaumasse soll bei Fahrbahnunebenheiten vertikal möglichst ruhig bleiben, also kleinen Beschleunigungen ausgesetzt sein.
Die ungefederte Masse wird im Radmittelpunkt angenommen. Sie folgt weitgehend den Fahrbahnunebenheiten. Sie stützt sich über die Reifenfeder auf der Fahrbahn ab und führt relativ zum Aufbau eine Vertikalbewegung aus.
Zur ungefederten Masse zählen außer den Rädern
- die Radträger und die
- Bremsen (sofern bei angetriebenen und einzeln aufgehängten Rädern nicht „innenliegend“, d. h. nicht am Differentialausgang auf die Antriebswellen wirkend).

Bauteile, deren Massenschwerpunkt nicht im Radmittelpunkt liegt, werden nur zum Teil zu den ungefederten Massen gezählt. Der Rest wird der gefederten Masse zugeschlagen:
- die Lenker,
- die Federn (inkl. Stabilisatoren und Ausgleichsfedern),
- die Stoßdämpfer und
- die Achswellen (angetriebene Achsen bei Einzelradaufhängung; Starrachsen zählen komplett zur ungefederten Masse).

Die unerwünschten Radlastschwankungen und in geringerem Maß die Beschleunigungen am Aufbau werden umso geringer, je kleiner die ungefederte Masse im Verhältnis zur gefederten Masse des Fahrzeugs ist. Um ein solches günstiges, das heißt kleines, Verhältnis von ungefederter zu gefederter Masse zu erreichen, werden an Sport- und Rennwagen besonders leichte Räder aus Aluminium- und Magnesiumlegierungen oder kohlenstofffaserverstärktem Kunststoff (CFK) sowie leichte Bremsanlagen beispielsweise mit Kohlenstofffaser-Keramik-Bremsscheiben verwendet.

## Zweiräder
Zur Fahrradfederung und bei Motorrädern werden verschiedene Federungssysteme eingesetzt. Häufig zu finden ist eine Teleskopgabel vorn, die außer der Federung auch die Radführung mittels ineinanderschiebbarer Rohre übernimmt.
Hinterradfederungen sind meist als Schwinge ausgebildet. Bei Motorrollern ist diese Schwinge oftmals zugleich Antriebsträger mit Motor und Getriebe, was jedoch die ungefederten Massen erhöht; diese Anordnung heißt Triebsatzschwinge. Seltener sind Federungs- und Radführungssysteme auch getrennt, wie zum Beispiel die Achsschenkellenkung bei der Yamaha GTS 1000 oder der Bimota Tesi. Erfolgreich etabliert hingegen sind die „Telelever“-Systeme von BMW, die die Radführung am Vorderrad von der Federung entkoppelt. In früheren Zeiten wurden Vorderräder auch oft mittels Schwingen geführt; unterteilt wird in Lang- und Kurzschwingen sowie geschobene und gezogene Schwingen; Schwingen mit besonders kurzen Schwingarmen werden auch als Schwinghebelgabeln bezeichnet. Sonderbauformen der Schwingen sind die Parallelogrammgabeln und die Pendelgabeln von Motorrädern der 1920er- und 1930er-Jahre.
In der Beladung mit Fahrer sollen bei Motorrädern etwa ein Wert von 25 bis 30 Prozent des Gesamtfederwegs für die Ausfederung (Negativfederweg) zur Verfügung stehen. Bei zu starkem Einfedern – hoher Prozentzahl – geht nutzbarer Federweg (Positivfederweg) verloren, der Schwerpunkt wird gesenkt und Fahrkomfort sowie Kurvenstabilität beeinträchtigt. Gleiches gilt für zu geringen Negativfederweg – die Teleskopgabel hat dann eine zu hohe Federrate (oder Vorspannung), was je nach Fahrbahn-Beschaffenheit zu springendem Rad mit schlechter Führung und Haftung führen kann, sowie ebenfalls schlechtem Fahrkomfort.